# Луис-Тричард
Луис-Тричард (Louis Trichardt) — административный центр местного муниципалитета Макхадо в районе Вхембе провинции Лимпопо (ЮАР).

## История
В 1836 году две группы фуртреккеров достигли подножия гор Саутпансберг. Группа, ведомая Гансом ван Ренсбергом, решила продолжить движение по направлению к Лоренесу-Маркиш и погибла по дороге; группа, ведомая Луисом Трегардтом, решила остаться возле гор, и их поселение постепенно выросло, став в феврале 1899 года городом Луис-Тричард (переделанная на английский манер форма).
После падения режима апартеида в 1994 году местное негритянское население решило сменить название города с «колониального» на «местное». Было решено назвать город Макхадо в честь вождя народа венда Макхадо ва Рамавхоя, который правил этими местами во второй половине XIX века. Однако Южноафриканский совет по географическим названием отверг это предложение, так как в этом регионе уже было поселение с названием Макхадо. Власти Луис-Тричарда не отказались от идеи смены названия и попросили жителей Макхадо переименовать своё поселение во что-нибудь другое. Те согласились и выбрали название Дзанани, однако Совет вновь отказал, указав, что в провинции уже есть поселение Дзанани, которое носит это название с 1965 года. Не падая духом, власти Луис-Тричарда обратились к жителям Дзанани с просьбой о переименовании и их поселения. В итоге Дзанани стал Мпхепху (так звали сына Макхадо), Макхадо — Дзанани, и в 2003 году Луис-Тричард наконец смог сменить название на Макхадо.
Однако это переименование вызвало многочисленные протесты и обвинения в трайбализме: если для венда Макхадо был героем, расширявшим своё королевство, то для тсонга, которые также жили в этих местах, он был кровавым деспотом, лишавшим их родных земель. Африканеры и лица азиатского происхождения также протестовали против смены названия. Все сходились во мнениях, что если уж переименовывать город, то название должно быть выбрано «географическим», а не «историческим». В 2005 году альянс 51 общественной организации, представляющий 80 000 жителей города, начал в Верховном суде Претории борьбу за изменение названия города, мотивируя свою позицию тем, что по вопросу прежнего переименования была проведена консультация лишь с 1 % населения города, а общественные слушания по этому вопросу были отменены. Другим аргументом было то, что Луис-Тричард был основан на свободном месте и не заменял собой никакого местного поселения. Верховный суд в Претории в ноябре 2005 года вынес отрицательный вердикт, но оставил возможность для апелляции, поэтому в январе 2006 года дело попало в Высший апелляционный суд. 29 марта 2007 года Высший апелляционный суд ЮАР вынес решение об отмене сделанного в 2003 году переименования, и город Макхадо вновь стал Луис-Тричардом.